# گمینا یژوف سودتسکی
گمینا یژوف سودتسکی (به لهستانی:  Gmina Jeżów Sudecki) یک گمینا در لهستان است که در شهرستان یلنگا گورا واقع شده‌است. گمینا یژوف سودتسکی ۹۴٫۳۸ کیلومتر مربع مساحت و ۶٬۳۰۳ نفر جمعیت دارد.